# Boniface Usisivu
Boniface Usisivu (5 settembre 1974) è un ex maratoneta keniota.

## Risultati in competizioni internazionali
1999
- 4º alla Mezza maratona di Merano ( Merano) - 1h02'14"
- 4º alla Gualtieri Half Marathon ( Gualtieri) - 1h02'37"
- Argento al Cross delle Pradelle ( Vigo di Cadore) - 31'45"

2000
- Oro alla Mezza maratona di Prato ( Prato) - 1h01'14"
- 4º alla Mezza maratona di Palermo ( Palermo) - 1h04'01"
- 13º alla Marseille-Cassis ( Marsiglia), 20 km - 1h03'01"
- Argento alla 10 miglia di Berna ( Berna) - 47'22"
- Argento al Crosse de Oeiras ( Oeiras) - 29'53"
- 5º alla Amendoeiras em Flor ( Albufeira) - 29'42"

2001
- Oro alla Mondsee Half Marathon ( Mondsee) - 1h02'10"
- Argento alla Mezza maratona di Pietramurata ( Pietramurata) - 1h02'42"
- Oro alla Mezza maratona di Gargnano ( Gargnano) - 1h02'12"
- Bronzo alla Peuerbach Silvesterlauf ( Peuerbach), 6,8 km - 19'23"

2002
- 4º alla Maratona di Berlino ( Berlino) - 2h07'50"
- 7º alla Berlin Half Marathon ( Berlino) - 1h02'25"
- 7º alla Setúbal Half Marathon ( Setúbal) - 1h04'11"
- 7º alla Almeirin 20 km ( Almeirim) - 59'12"
- 4º alla Lisbon 15 km ( Lisbona) - 44'32"

2003
- 4º alla Maratona di Roma ( Roma) - 2h09'11"
- 11º alla Seoul JoongAng Marathon ( Seul) - 2h19'22"
- Argento alla Kenya Armed Forces Road Race ( Nairobi) - 1h30'31"
- Oro alla Roma-Ostia ( Roma) - 1h01'13"
- 7º alla Mezza maratona di Udine ( Udine) - 1h02'55"

2004
- 4º alla Honolulu Marathon ( Honolulu) - 2h14'20"

2005
- Oro alla Maratona di Eindhoven ( Eindhoven) - 2h08'45"
- 5º alla Ngurudoto-Arusha ( Arusha), 22 km - 1h10'01"
- 6º alla Mezza maratona di Praga ( Praga) - 1h03'29"

2008
- 13º alla Göteborg Half Marathon ( Göteborg) - 1h06'22"

2009
- 9º alla Maratona di Incheon ( Incheon) - 2h19'22"